# Vadsø
Vadsø (kvänska: Vesisaari, nordsamiska: Čáhcesuolu) är en tätort och stad som utgör centralort i Vadsø kommun i Finnmark fylke i norra Norge. Vadsø blev stad 1833 och är residensstad i Finnmark fylke samt säte för statsförvaltaren i Troms og Finnmark.

## Historik
Redan på 1500-talet fanns en bosättning på Vadsøya. År 1567 var Vadsøy ett etablerat fiskeläge med kyrka, men senare flyttades fiskeläget från ön till fastlandet för att få ett mer skyddat läge. På 1800-talet skedde en stor invandring från Finland, på grund av fattiga förhållanden i norra Finland och av traktens rika fiskevatten. År 1875 bestod två tredjedelar av befolkningen av kväner, som var namnet på finsktalande inflyttade. 
I slutet av andra världskriget bombade sovjetiska styrkor större delen av staden.

## Sevärdheter
- Vadsø museum-Ruija kvenmuseum, som visar på bygdens historia och kvänernas invandring
- Bietilæanlegget, en tidigare kvängård
- Tuomainengården, en tidigare kvängård
- Esbensengården, en tidigare handelsgård
- Invandrarmonumentet, vilket invigdes 1977 av president Urho Kekkonen, kung Olav och kung Carl XVI Gustaf
- Luftskeppet Norges förtöjningsmast, från 1926, då luftskeppet gjorde ett uppehåll på färden till Nordpolen. Masten anges på ett lokalt anslag invid vara den enda kvarvarande av sin typ på Europeiska kontinenten
- Vadsø kyrka, invigd 1958, ritad av Magnus Poulsen
- Luftskib och båtar är en utställning på Vadsøya intill Hurtigrut-kajen, med bilder från olika nordpolsexpeditioner, speciellt dem som företagits med luftskepp
- Kjeldsenbruket i Ekkerøy, 12 kilometer från Vadsø, med en renoverad fiskefabrik, som var i gång mellan 1900 och 1960

## Kultur och språk
I Vadsø ligger Vadsø museum – Ruija kvenmuseum, som är en avdelning inom det regionala Varanger museum. 
Varangerfestivalen, med musik, underhållning och andra aktiviteter, anordnas årligen i augusti.
Vadsø kommun har en stor kvänbefolkning. Ett kvänskt språkcentrum öppnade 2019, samlokaliserat med Vadsø museum – Ruija kvenmuseum.

## Kända personer, födda i Vadsø
- Morten Gamst Pedersen, fotbollsspelare.
- Erling Norvik, politiker, stortingsledamot och partiledare för Høyre.
- Sigurd Rushfeldt, fotbollsspelare.

## Bilder

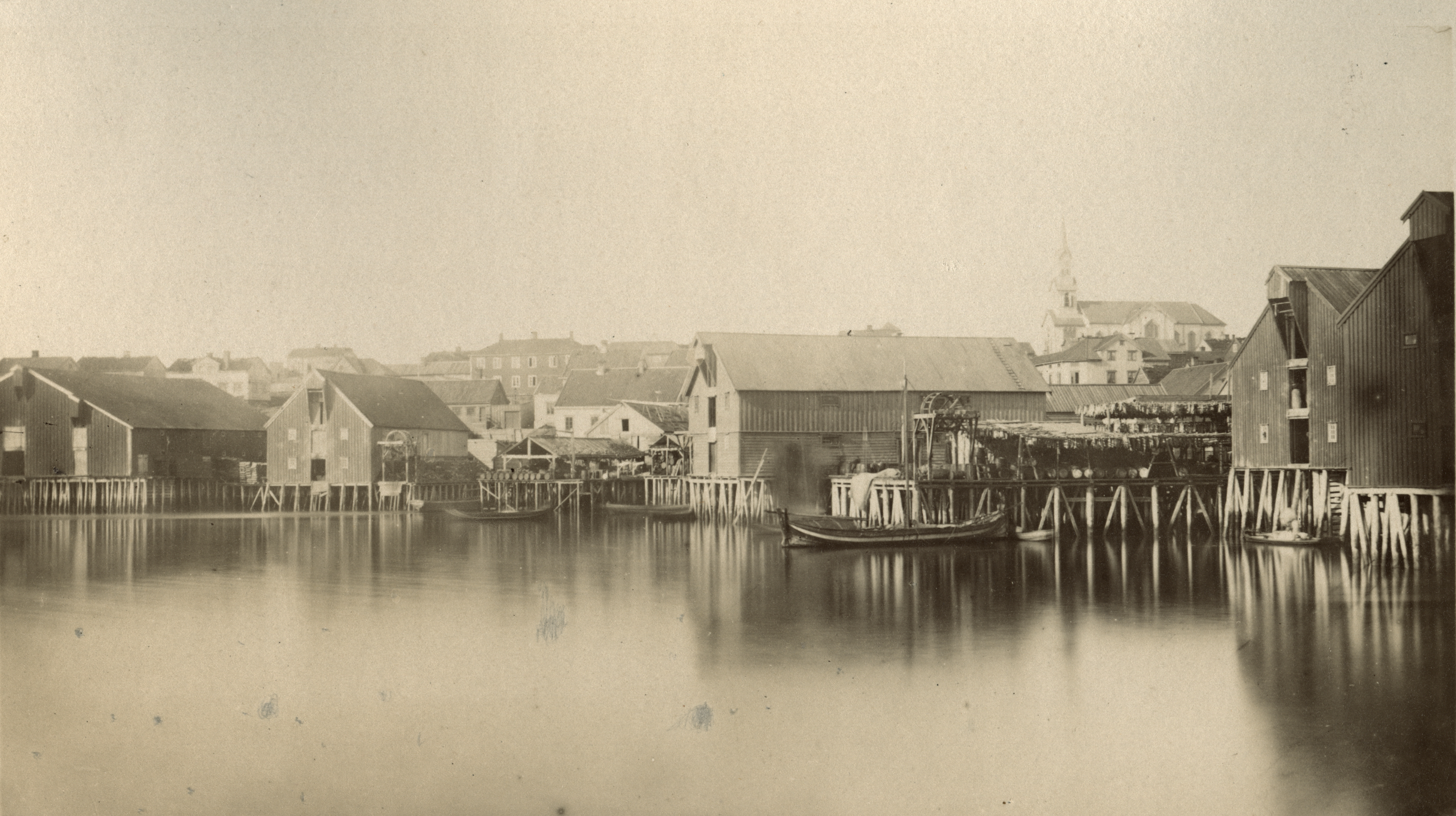
Äldre bild av Vadsø, okänt år.
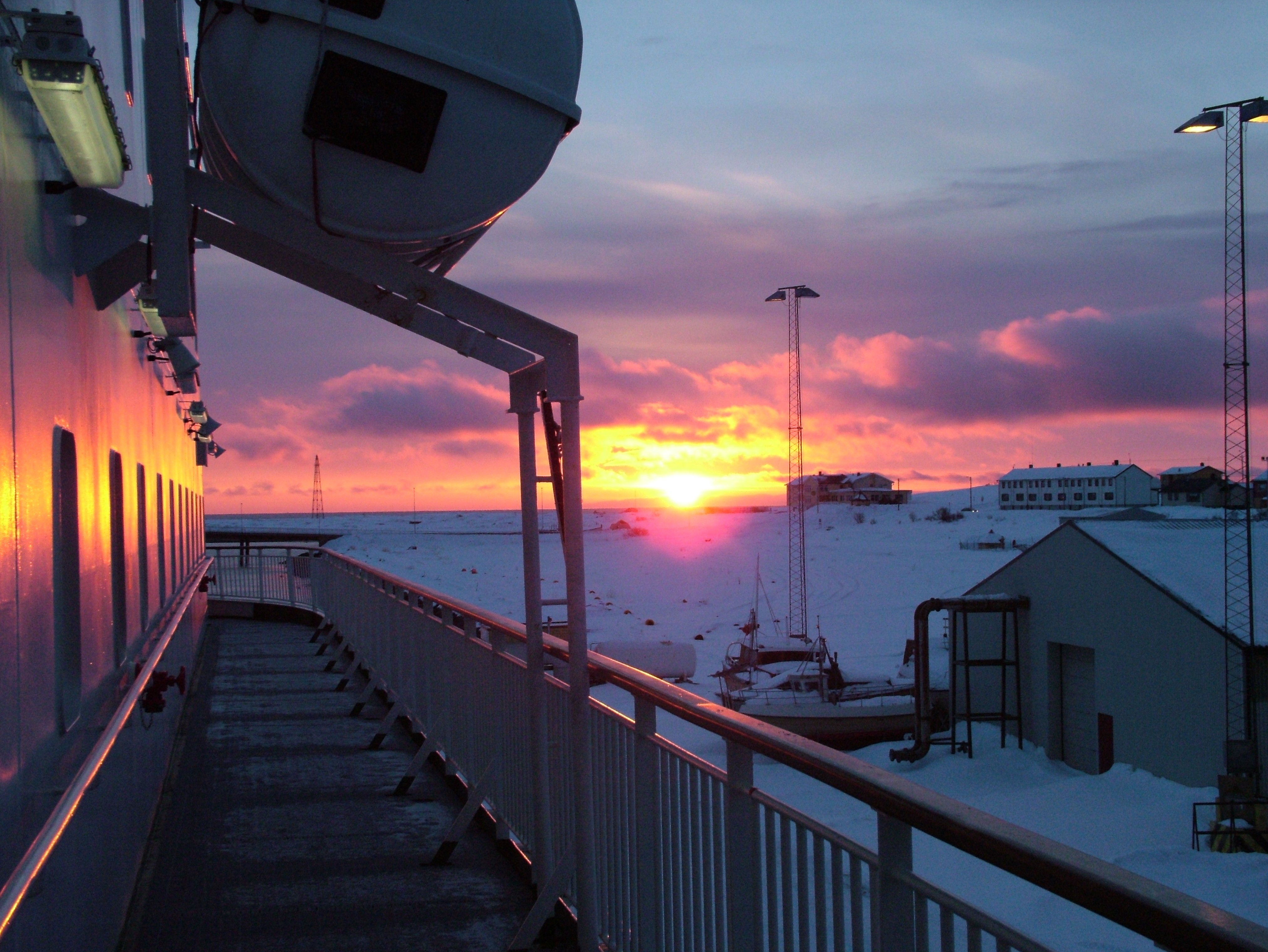
Vadsø från Hurtigruten.
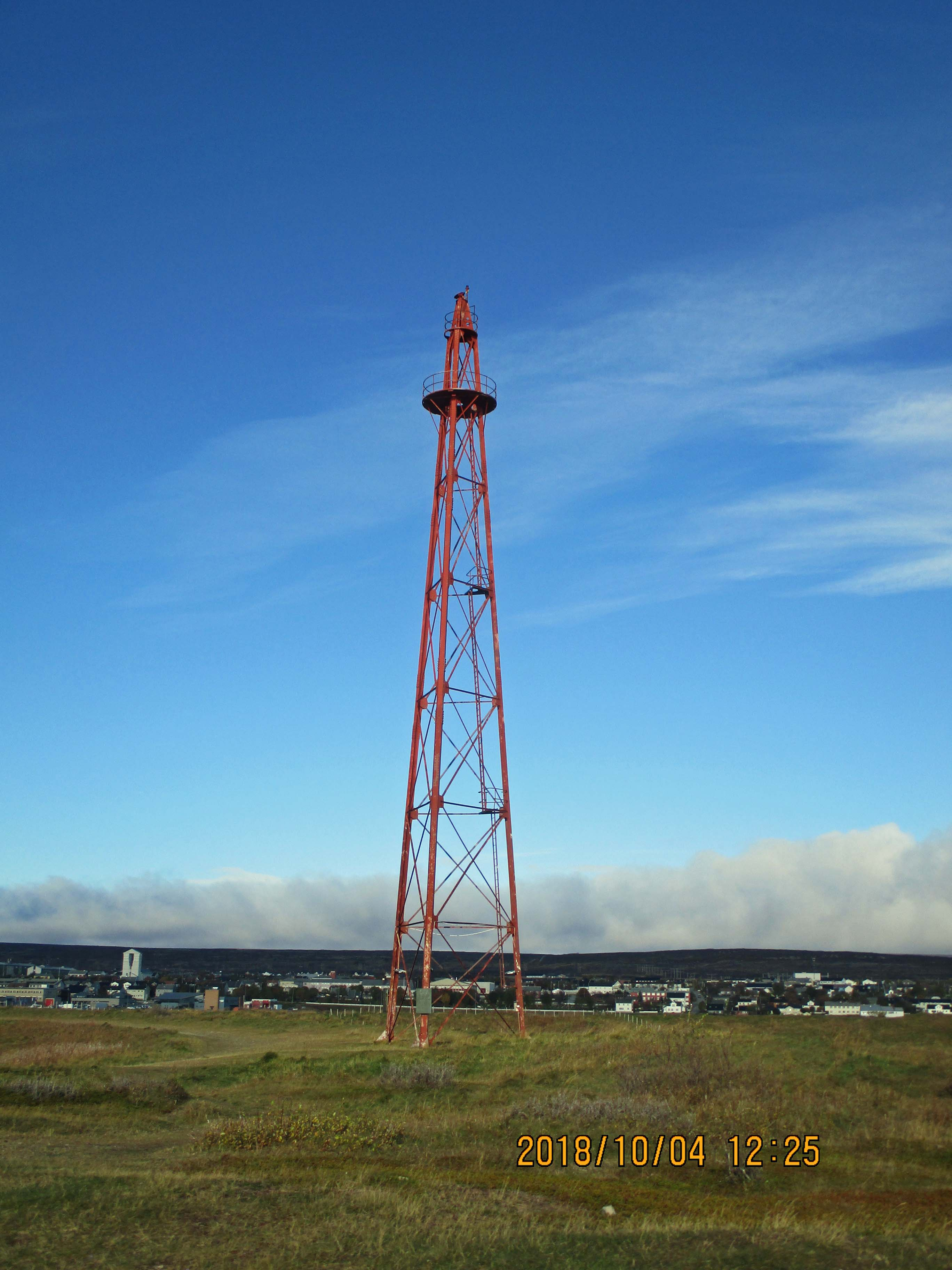
Vadsø luftskeppsmast, en av de äldsta bevarade av sin typ.